# Хескем кибуци
Хескем кибуци (ивр. הסכם קיבוצי‎) — тип коллективного договора в израильском праве, по условиям которого регулируется трудовые отношения между работниками и работодателями. Регулирует приём на работу, окончание, рабочие условия, взаимоотношения, пенсии, отпускные на выздоровление, права/обязанности сторон договора. Заключаются при помощи профсоюза или комитета рабочих, представляющего их интересы, между трудовым коллективом и работодателем или их объединением, в которое входит и тот работодатель, на которое направлен договор. Работник вправе требовать у работодателя возможности прочитать текст действующего договора. Правовая основа — Закон о коллективных договорах (ивр. חוק הסכמים קיבוציים‎) от 5717 года по еврейскому календарю (то есть 1957 год). Текст всех договоров находится в БД Регистратора коллективных договоров (ивр. רשם ההסכמים הקיבוציים‎) и находится в Интернете в открытом доступе.
В 2009 году Национальный трудовой суд в иске «Силы рабочим» к Иерусалимской синематеке постановил, что свобода ассоциации в трудовых отношениях включает на себя право на самоорганизацию, на забастовку и на ведение коллективных переговоров. Министерство экономики Израиля имеет право расширять применение хескем кибуци на стороны, не покрываемые договором (такие приказы публикуются в газете Решумот), внести дополнительные условия (рабочие часы, надбавка за дороговизну, расходы на транспорт, выходные на праздники и на похороны близких и пр.).
Делится на два вида:
- Хескем кибуци клали (הסכם קיבוצי כללי‎) — подписывается между представляющей рабочих организацией и представителями работодателей в определённой сфере промышленности (например, АПИ или АФИ), таким образом распространяясь на подписавшие договор стороны и на всех работников и работодателей, включая не являюшихся членами подписавшей этот самый договор организации.
- Хескем кибуци меюхад (הסכם קיבוצי מיוחד‎) — подписывается между представляющей рабочих организацией и одним работодателем.